# Gabriel Loire

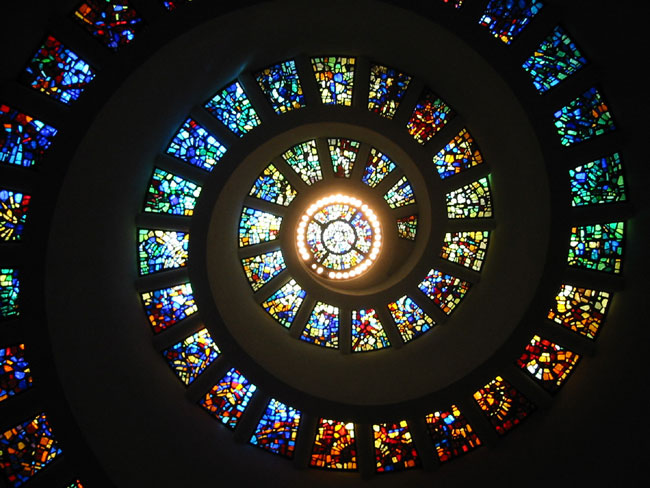
En spiral av glas i Thanks-Giving Square chapel i Dallas, Texas

Gabriel Loire, född den 21 april 1904 i Pouancé, död den 25 december 1996 i Chartres, var en fransk glaskonstnär. Efter kriget fick Loire många uppdrag för nya fönster till förstörda kyrkor. Hans mest kända verk är de blå fönstren i den efter kriget återuppbyggda Kaiser-Wilhelm-Gedächtniskirche i Berlin.